# Adrien Lachenal
Adrien Lachenal (19 de mayo de 1849 - 29 de junio de 1918) fue un hombre político suizo, que fue consejero federal de 1893 a 1899.

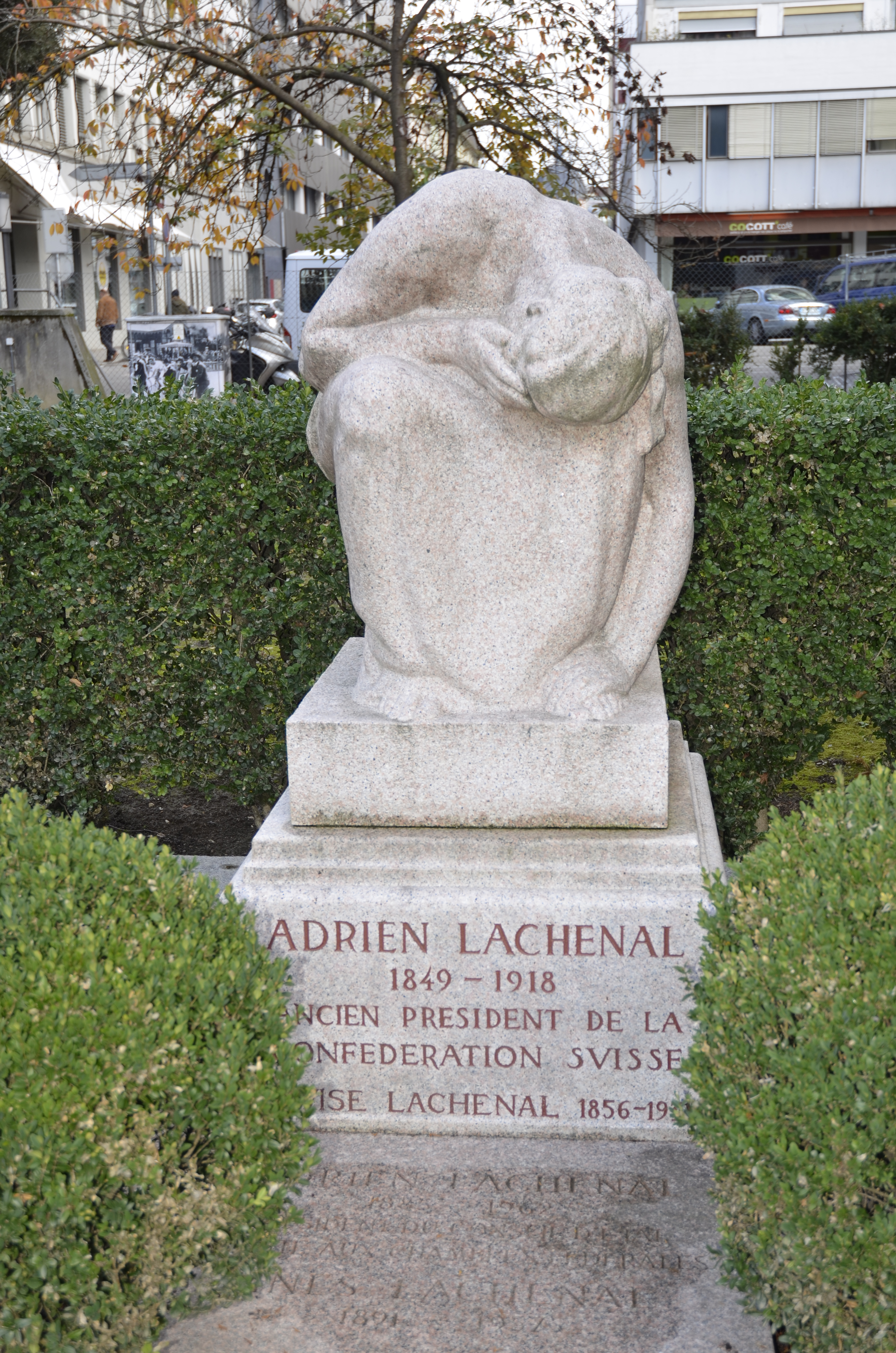
Tumba de Adrien Lachenal, cementerio de los Reyes, Ginebra

## Consejero federal
Ciudadano de Ginebra, fue consejero federal radical.
- 1893-1895, departamento de Asuntos exteriores.
- 1896, departamento político.
- 1897, departamento de Comercio, industria y agricultura.
- 1898-1899, departamento del Interior.

Fue Presidente de la Confederación Helvética (Suiza) durante el año 1896.
Ha dejado igualmente su nombre a una escuela: Adrien Lachenal.
Adrien Lachenal era francmasón, miembro de la Gran logia suiza alpina.
Está enterrado en el Cementerio de los Reyes en Plainpalais, Ginebra.
Ferdinand Hodler le hizo un retrato, ahora en una colección particular. Karl August Angst hizo la escultura de su tumba que se encuentra en el Cementerio de Los Reyes en Plainspalais, Ginebra.